# Tatabánya-Sárberek
Sárberek Tatabánya város egyik legfiatalabb városrésze. Fiatal kora, illetve a végeláthatatlan panelerdő ellenére ez Tatabánya egyik legfelkapottabb lakónegyede.

## Építése
A 70-es években a bányászat fellendülésével egyre több család kívánt letelepedni Tatabányán. A városnak tehát megoldást kellett találnia a lakosság növekedésével együtt járó lakásproblémákra. Ennek eredményeképpen új városrészek építését tervezték. Tatabánya közepén állt egy 17 hektáros ingoványos mocsaras rész. A városvezetés erre a területre tervezte építtetni Sárberket. A város az eocén bányanyitási program révén nekiláthatott az építésnek. A kivitelező a Komárom Megyei Állami Építőipari Vállalat (KOMÉP). A kivitelező vállalatnak meg kellett oldania egy nem mindennapi feladatot, azzal hogy erre a mocsaras területre kell házakat építenie. A területen álló házak mélyen a földbe vert vascölöpökön nyugszanak, és a mai napig úgy tűnik, hogy az építő sikeresen megoldották ezt a bonyolult feladatot.

## Adatok
- Területe: 17 hektár
- Lakások száma: 1711 darab
- Házak száma: 460 darab
- Építés ideje: 1975-től 1985-ig
- Kivitelező: Komárom megyei Állami Építőipari Vállalat (KOMÉP)
- Tervezett költsége: 1 milliárd forint

## Elhelyezkedése
A városrész Tatabánya tág értelemben vett közepén található. Újváros, Alsógalla, Bánhida és Dózsakert határolja. Kb. 30 perces sétaútra van a belvárostól.
A város buszközlekedésének jelentős része áthalad rajta, vagy érinti.
Sárberekben található egy szupermarket, illetve a városrész közvetlen közelében található a város egyik hipermarkete.

## Lakosság
A lakossága közel 6 ezer főt tesz ki a következő elosztásban:
- 0-17 év között: kb. 20%
- 18-59 év között: kb. 65%
- 60 év felett: kb. 15%

## Oktatás
Sárberekben két oktatási intézmény található, a Pólya György Általános Iskola és a Fellner Jakab Szakközépiskola és Szakiskola.

## Kikapcsolódás
A város tekintetében Sárberekben a legnagyobb a zöldterületek aránya, 25,7 m2/fő. A városrész fő látványossága a csónakázótó, és annak parkja, ahol a város évente több alkalommal szervez különböző rendezvényeket, melyek közül talán a Szent Iván-éji karnevál a legismertebb.

## Közbiztonság
Tatabánya város legbiztonságosabb lakónegyedei közé tartozik Sárberek. A városrészben nagyon alacsony a bűnözés. A városrészben aktívan működik a polgárőrség, amely hatékony segítséget nyújt a rendőrség munkájához.

## Önkormányzat
A Sárbereki önkormányzat képviselője Zsidek Ferenc, aki szintén a városrész lakója.

## Érdekesség
Az annak idején elsősorban a bányászcsaládoknak (akik máig sokan élnek itt) épített Sárberek híres paneldzsungeléről, de ennek ellenére rendkívül felkapott lakónegyed a tatabányaiak körében, hiszen kiváló fekvése révén Tatabánya jelentős részét könnyedén el lehet érni, emellett csendes és biztonságos városrész. Talán ezek miatt is itt a legdrágábbak a panellakások a városban.

## Külső hivatkozások
- Sárberek története
- Városunk Tatabánya honlapja
- Tatabánya város honlapja